# Hrabstwo Stark (Illinois)
Hrabstwo Stark – hrabstwo w USA, w stanie Illinois, z liczbą ludności wynoszącą 6 332, według spisu z 2000 roku. Siedzibą administracji hrabstwa jest Toulon.

## Geografia
Według spisu hrabstwo zajmuje powierzchnię 746 km², z czego 746 km² stanowią lądy, a 0 km² (0,10%) wody.

### Miasta
- Toulon
- Wyoming

### Wsie
- Bradford
- La Fayette

### Sąsiednie hrabstwa

Stan Illinois na mapie USA

- Hrabstwo Bureau – północ
- Hrabstwo Marshall – wschód
- Hrabstwo Peoria – południe
- Hrabstwo Knox – zachód
- Hrabstwo Henry – północny zachód

## Historia
Hrabstwo Monroe powstało w 1839 roku z terenów dwóch hrabstw Knox i  Putnam. Swoją nazwę obrało na cześć Johna Starka, oficera w Brytyjskiej wojnie z Indianami i Francuzami oraz w wojnie o niepodległość Stanów Zjednoczonych. Stark dowodził regimentem z New Hampshire w bitwie pod Bunker Hill

## Demografia
Według spisu z 2000 roku hrabstwo zamieszkuje 6332 osób, które tworzą 2525 gospodarstw domowych oraz 1764 rodzin. Gęstość zaludnienia wynosi 8 osób/km². Na terenie hrabstwa jest 2725 budynków mieszkalnych o częstości występowania wynoszącej 4 budynków/km². Hrabstwo zamieszkuje 98,63% ludności białej, 0,06% ludności czarnej, 0,19% rdzennych mieszkańców Ameryki, 0,19% Azjatów, 0,14% ludności innej rasy oraz 0,79% ludności wywodzącej się z dwóch lub więcej ras, 0,85% ludności to Hiszpanie, Latynosi lub inni.
W hrabstwie znajduje się 2525 gospodarstw domowych, w których 30,30% stanowią dzieci poniżej 18. roku życia mieszkający z rodzicami, 60,00% małżeństwa mieszkające wspólnie, 7,00% stanowią samotne matki oraz 30,10% to osoby nie posiadające rodziny. 27,10% wszystkich gospodarstw domowych składa się z jednej osoby oraz 15,00% żyje samotnie i ma powyżej 65. roku życia. Średnia wielkość gospodarstwa domowego wynosi 2,46 osoby, a rodziny 3,00 osoby.
Przedział wiekowy populacji hrabstwa kształtuje się następująco: 25,10% osób poniżej 18. roku życia, 6,80% pomiędzy 18. a 24. rokiem życia, 25,20% pomiędzy 25. a 44. rokiem życia, 23,70% pomiędzy 45. a 64. rokiem życia oraz 19,20% osób powyżej 65. roku życia. Średni wiek populacji wynosi 40 lat. Na każde 100 kobiet przypada 93,20 mężczyzn. Na każde 100 kobiet powyżej 18. roku życia przypada 90,10 mężczyzn.
Średni dochód dla gospodarstwa domowego wynosi 35 826 USD, a dla rodziny 43 410 dolarów. Mężczyźni osiągają średni dochód w wysokości 30 774 dolarów, a kobiety 22 146 dolarów. Średni dochód na osobę w hrabstwie wynosi 16 767 dolarów. Około 6,30% rodzin oraz 8,60% ludności żyje poniżej minimum socjalnego, z tego 11,20% poniżej 18. roku życia oraz 8,00% powyżej 65. roku życia.